# Hersilia longbottomi
Espèce
Hersilia longbottomi est une espèce d'araignées aranéomorphes de la famille des Hersiliidae.

## Distribution
Cette espèce est endémique du Kimberley en Australie-Occidentale,.

## Description
Le mâle mesure 7,5 mm et la femelle 7,8 mm.

## Étymologie
Cette espèce est nommée en l'honneur d'Alan Frank Longbottom.

## Publication originale
- Baehr & Baehr, 1998 : New species and new records of Hersiliidae from Australia (Arachnida: Araneae: Hersiliidae). Sixth supplement to the revision of the Australian Hersiliidae. Records of the Western Australian Museum, vol. 19, no 1, p. 13-28 (texte intégral).